# Epinephelus tukula
Epinephelus tukula, conocido como "mero patata" es una especie de peces de la familia Serranidae en el orden de los Perciformes.

## Morfología
Los machos pueden llegar alcanzar los 200 cm de longitud total.

## Distribución geográfica
Se encuentra desde el mar Rojo y el África Oriental hasta el sur de Japón y Queensland (Australia).